# هاروهیرو یاماشیتا
هاروهیرو یاماشیتا (به انگلیسی: Haruhiro Yamashita) ژیمناست زادهٔ ۱۱ نوامبر ۱۹۳۸ میلادی اهل کشور ژاپن است.